# Foreyia
Foreyia es un género extinto de sarcopterigio celacanto que vivió durante el Triásico Medio en lo que hoy es Cantón de los Grisones, Suiza. Contiene una sola especie, F. maxkuhni.

## Descripción y Clasificación
F. maxkuhni es un miembro aberrante de la familia Latimeriidae, con una cabeza proporcionalmente enorme, un maxilar curvo parecido a un pico, una submordida de la mandíbula inferior, y una protuberancia baja similar a un cuerno en su cabeza en forma de domo. A pesar de su apariencia extraña, los análisis filogenéticos colocan firmemente a F. maxkuhni como el taxón hermano de Ticinepomis, otro latimérido hallado en los mismos estratos. Los dos latiméridos comparten numerosos rasgos anatómicos entre sí, lo que sugiere fuertemente una relación cercana.

## Nombre
El nombre genérico hace honor al difunto Peter L. Forey por sus contribuciones al estudio de los celacantos. El epitéto específico hace honor a Max Kuhn, figura instrumental en la preparación de fósiles de Monte San Giorgio por 12 años, incluyendo el holotipo y el paratipo de F. maxkuhni.